# Pisagua (Schiff)
Die Pisagua war eine stählerne Viermastbark der Reederei F. Laeisz und gehörte zu den Flying-P-Linern. Sie war nach der Stadt Pisagua in Chile benannt. Sie lief 1892 vom Stapel und ging 1913 nach Strandung verloren.

## Schiffs-Daten
Die Pisagua wurde 1892 auf der Werft Joh. C. Tecklenborg in Geestemünde gebaut. Sie war 95 Meter lang, 13,58 Meter breit, hatte einen Tiefgang von 7,94 Metern und hatte eine Verdrängung von 2.850 t.
- Konstruktion: Rumpf aus Stahl (genietet) als Dreiinselschiff mit Back, Poop und Mittschiffsinsel
- Rigg: Standardrigg Viermastbark: doppelte Mars- und Bramrahen, Royals; Besanmast als Pfahlmast (Untermast und Stenge ein Stück) mit einer Gaffel
- Anzahl der Decks: zwei durchgehende Decks, Back-, Poop- und Mittschiffsdeck; oberste Decks mit Teakholz
- Kiellegung: 1892
- Baunummer: 115
- Stapellauf: 23. September 1892
- Jungfernfahrt: 1892 bis 1893 nach Valparaíso
- Anzahl der Decks: zwei durchgehende Stahldecks, dazu Poop mit Hochdeck (Mittschiffsinsel) und Back; oberstes Deck mit Teakholz
- Mastfolge: Fockmast, Großmast, Kreuzmast und Besanmast
- Unterscheidungssignal: RJPT
- Erster Schiffsführer: Johannes Früdden (1892–1893)
- weitere Kapitäne: Carl Emil Friedrich Jürgen Bahlke (1893–1901); Hinrich Nissen (1901–1903); H.A. Dehnhardt (1904–1908);  Johann Frömcke (1908–1909) und  R. Dahm (1909–1912)
- Besatzung: 33 Mann (Kapitän, 3 Offiziere, 29 Seeleute)
- Höchstgeschwindigkeit: 17,0 kn
- Besonderheiten: Rekordreise Kanal-Valparaíso 1908 in 65 Tagen
- Schwesterschiff: Placilla

## Südamerika-Dienst und Weltumseglung
Seine Jungfernfahrt führte 1892 unter Kapitän Johannes Früdden (1851–1919) in 92 Tagen nach Valparaíso (Chile) und weiter nach Iquique. In den folgenden Jahren war sie ausschließlich zwischen Europa und Chile eingesetzt. Erst 1897 ging die Pisagua auf eine Weltreise über Kalkutta nach Boston und Philadelphia, ehe sie über Iquique in die Elbmündung heimsegelte.

## Unfall, Verkauf und Strandung

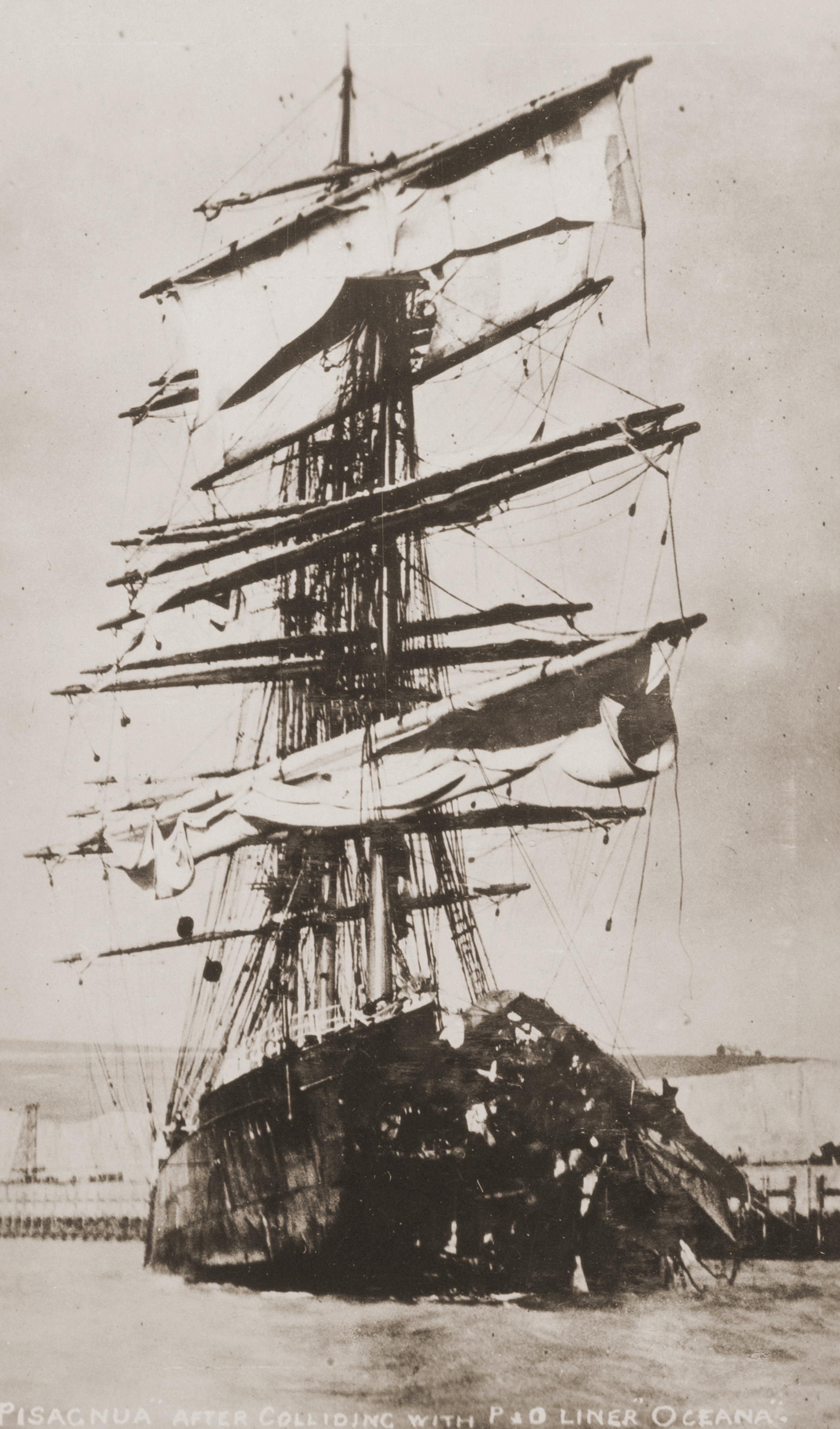
Die Pisagua nach der Kollision mit eingedrücktem Bug

Am 16. März 1912 rammte die Pisagua bei Beachy Head an der englischen Südküste ohne Eigenverschulden den britischen Passagierdampfer Oceana, (KQJR) der Peninsular and Oriental Steam Navigation Company, der ihr in den Kurs gelaufen war. Die Oceana sank, die Pisagua musste zur Reparatur nach Dover eingeschleppt werden.
Im Juni 1912 wurde die Bark an die norwegische Reederei A/S Örnen in Sandefjord verkauft und zum Walfänger umgebaut. Am 12. Februar 1913 strandete die Pisagua auf der Reise in ihre Fanggründe vor Low Island (63° 14′ 50″ S, 62° 7′ 17″ W), einer der Südlichen Shetlandinseln.